# Turkije op het Eurovisiesongfestival 2000
Turkije deed mee aan het Eurovisiesongfestival 2000 in Stockholm, Zweden. Het was de 22ste deelname van het land op het Eurovisiesongfestival. Het lied werd gekozen door middel van een nationale finale.

## Selectieprocedure
De kandidaat voor Turkije op het Eurovisiesongfestival werd gekozen door een nationale finale.
De finale werd georganiseerd op 18 februari 2000 in Ankara.
In totaal namen 10 artiesten deel aan deze finale. De winnaar werd gekozen door een jury.
| Artiest                        | Lied                |
| ------------------------------ | ------------------- |
| Pinar Ayhan & Grup SOS         | Yorgunum anla       |
| Mirkelam & Sibel               | Duy Beni            |
| Işın Karaca                    | Bir Kırık Sevda     |
| Semra Sarpkaya                 | Aşkımız bir masal   |
| Feryal Başel                   | Son Defa            |
| feryal başel                   | Sana                |
| Semih Bayraktar                | Bu Aşk Yasak Bana   |
| Ayça Dönmez                    | Bak Rüzgarlara      |
| Semih Bayraktar & Grup Avrasya | Aşık Oldum          |
| Zeliha Sunal                   | Yarım Kalan Senfoni |

## In Stockholm
In Zweden trad Turkije als 22ste land aan, net na Letland en voor Ierland. Op het einde van de stemming bleek dat ze 59 punten gekregen hadden en dat ze daarmee op de 10de plaats waren geëindigd. 
Men ontving twee keer het maximum van de punten. 
Van België en van Nederland ontving het respectievelijk 3 en 12 punten.

### Gekregen punten

#### Finale
| 12 punten                                    | 10 punten   | 8 punten | 7 punten | 6 punten                          |
| -------------------------------------------- | ----------- | -------- | -------- | --------------------------------- |
| - Frankrijk - Nederland                      | - Duitsland |          |          |                                   |
| 5 punten                                     | 4 punten    | 3 punten | 2 punten | 1 punt                            |
| - Noord-Macedonië - Oostenrijk - Zwitserland | - Finland   | - België |          | - Denemarken - Noorwegen - Zweden |

### Punten gegeven door Turkije

#### Finale
Punten gegeven in de finale:
| 12 punten | Zweden              |
| 10 punten | Noorwegen           |
| 8 punten  | Kroatië             |
| 7 punten  | Ierland             |
| 6 punten  | Verenigd Koninkrijk |
| 5 punten  | Malta               |
| 4 punten  | Oostenrijk          |
| 3 punten  | Nederland           |
| 2 punten  | Estland             |
| 1 punt    | Denemarken          |